# Dando
Dando é uma vila e comuna angolana que se localiza na província do Bié, pertencente ao município de Nharea.